# ديفيد إس. هايز
ديفيد إس. هايز (بالإنجليزية: David S. Hayes)‏ هو سياسي أمريكي، ولد في 31 ديسمبر 1941 في إيري في الولايات المتحدة. حزبياً، نشط في الحزب الجمهوري. وقد انتخب عضو مجلس نواب بنسيلفانيا.